# Német parasztháború
A német parasztháború vagy nagy német parasztfelkelés (németül: Deutscher Bauernkrieg) nagy kiterjedésű felkelés volt a német nyelvű parasztok, városlakók és bányászok részéről 1524 és 1525 között, amely a Német-római Birodalom sok tartományára kiterjedt, Türingia, Szászország, Frankföld, Tirol és a mai Dél-Németország, Svájc, Ausztria területére. Az újkori európai történelem egyik legjelentősebb lázadása volt, a legnagyobb kiterjedésű felkelés a francia forradalom 1789-es kitöréséig. Tetőpontján, 1525 tavaszán és nyarán a becslések szerint 300 ezer felkelő vett részt benne. Bár a német parasztháború elnevezés elterjedt, ez nem pontos, mivel nem volt sem szigorúan német ügy, sem olyan háború, amelyben csak a parasztok vettek részt.
A háború nem egyetlen lázadás volt, hanem több, egymással szorosan összefüggő regionális lázadás. A felkelők elbuktak, ami elsősorban a szedett-vedett fegyverzetüknek és katonailag képzetlen vezetőiknek köszönhető. Hasonlóan az 1493-1517 közötti német Bundschuh mozgalomhoz és a korábbi huszita háborúkhoz, ehhez a felkeléshez is részben gazdasági, részben vallási okok vezettek.
A felkelés a Német-római Birodalom délnyugati részén kezdődött több, egymástól különálló megmozdulással, majd fokozatosan továbbterjedt a birodalom középső és keleti részére, továbbá a mai Ausztria és Svájc területére is. A felkelők azonban számos leküzdhetetlen akadályba ütköztek. A mozgalmat a központi irányítás teljes hiánya jellemezte, ami lehetetlenné tette a parancsok összehangolását. Ezenkívül nem rendelkeztek tüzérséggel és lovassággal, a parasztok legtöbbjének pedig egyáltalán nem volt katonai tapasztalata. A harctéren gyakran kényszerültek visszavonulni vagy menekülni, amely során az üldözők sokakat lemészároltak. Ezzel szemben a birodalmi csapatok fegyelmezett, tapasztalt és jól felszerelt katonákból álltak, akiket képzett parancsnokok vezettek, továbbá megfelelő anyagi háttérrel és ellátmányozással rendelkeztek.
Noha a felkelést a protestáns reformáció váltotta ki, nagyrészt a társadalmi elégedetlenség motiválta, abban az időben, amikor a feudális rendszer felbomlott. A háború 1525 szeptemberében a nemesség győzelmével és a felkelők legalább 100 ezer fő áldozatával zárult.

## Előzmények
A 16. században a Német-római Birodalom egy sok szempontból széttagolt állam volt. Területe kisebb választófejedelemségekből, hercegségekből és szabad városokból állt. Ezeket az 1517-ben Wittenbergből kiinduló reformáció által életre hívott felekezeti megoszlás tovább tagolt. A felkelés idején V. Károly viselte a császári címet (1519-től), aki egyben spanyol király is volt. A tartományok, hercegségek élén főnemesi családok álltak, akik számos egyházi hivatalt is viseltek. Ez a tény is hozzájárult az egyház elvilágiasodásához. A német egyház ráadásul gazdaságilag függetlenedett a Szentszéktől.

### A reformátorok
Luther Márton
A reformáció vezéralakja, Luther Márton nem állt egyik fél pártjára sem. Elítélte a parasztok ellen elkövetett igazságtalanságokat és a parasztok erőszakos reakcióját is. Luther támogatta a gazdaság központosítását és a városiasodást is. Ezzel elidegenítette magától a kisnemesek nagy részét, de megerősítette pozícióját a városi polgárság körében. Szerinte az ember életének értelme a munka: a parasztok dolga a földművelés, a nemeseké és az uralkodó osztályé pedig a béke fenntartása. Luthernek ezért is el kellett ítélni a háborút, hiszen a felkelés megtörte a békét. Bírálta azonban a nemesség könyörtelen bánásmódját a felkelőkkel szemben. Luthert a felkelésről formált véleményéért gyakran kritizálták.
Luther minden alkalmat megragadott, hogy fellépjen Müntzer Tamás nézetei és tanításai ellen. Így született meg a Wider die Mordischen und Reubischen Rotten der Bawren (A gyilkoló és rabló parasztok hordái ellen) című cikke. A weinsbergi mészárlás után egyértelműen a hercegek mellé állt és határozottan elítélte a felkelőket. Ezt írja:

„"Kötelesség a felkelőket összetörni, megfojtani, leszúrni őket titokban és nyíltan, mint ahogy a veszett kutyát agyon kell verni!" ”

Philipp Melanchthon Luther nézete mellé állt.
Müntzer Tamás
A befolyásos radikális reformátor, Müntzer Tamás a felkelők mellé állt és támogatta a parasztok követeléseit. Bár Müntzer alapvetően vallási szószóló volt, különösen nagy érdeklődést mutatott a szociális problémák iránt. Tanaira leginkább a parasztság mutatott fogékonyságot. A háború előrehaladtával a vallási kérdések háttérbe szorultak. A háború alatt Müntzer tartományról tartományra utazott, bátorította és uszította a parasztokat. Ő olyan utópisztikus társadalmat akart létrehozni, amelyet Isten ural, mint ugródeszkát Isten országának megteremtéséhez. Eszméit a végletekig vitte, fizikai erőhöz folyamodott, szembeszállva minden hatalommal, miközben megpróbálta erőszakkal létrehozni az ideális keresztény közösségét, amely az abszolút egyenlőséget és a javak közösségét támogatta.
Jóval később a marxisták Müntzert a proletariátus hősének tekintették, akinek elképzelései végül Kelet-Németország marxista államában valósultak meg.

### Társadalom

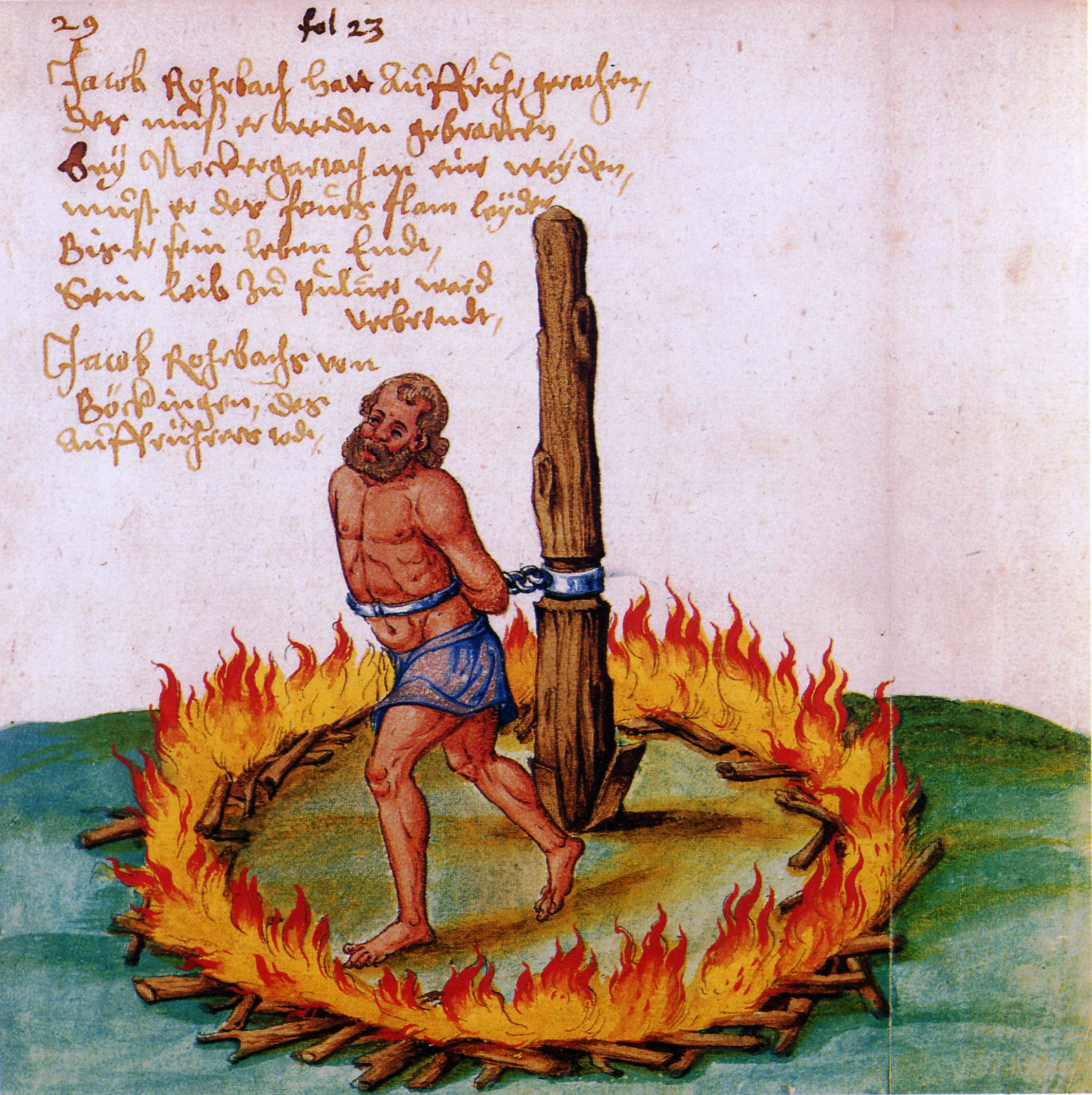
Jäcklein Rohrbach parasztvezér elégetése Neckargartachban 1525-ben

A 16. században a birodalomra a növekvő társadalmi ellentétek voltak jellemzőek: főleg nemesek és parasztok, valamint főnemesek és köznemesek között.
A fejedelmek és a főnemesség hatalmuk központosítására törekedtek és igyekeztek függetleníteni magukat a császári hatalomtól. Ebben segítségükre volt a német egyház is. Az arisztokrácia érdekében állt továbbá a köznemesség gyengítése is, amit birtokaik elvételével próbáltak elérni. Ekkor robbant ki 1522-ben a lovagok lázadása a Rajna-vidéken, amit egy év alatt levertek. A fellázadó kisnemesek ellen összefogtak a katolikus és a protestáns fejedelmek.
A középkor végére a köznemesek által képviselt lovagi harcmodor elavult, hiszen a gyalogság és a puskapor szerepének növekedése háttérbe szorította őket. Fényűző életmódjuk miatt sokan eladósodtak, birtokaikat elvesztették.
A középkori városfejlődésnek köszönhetően a Német-római Birodalomban erős városi polgárság alakult ki. A leggazdagabb polgári réteg, a patríciusok adómentességet élveztek és ők viselték a hivatalokat. Jövedelemszerzés céljából gyakran szedtek díjat az utak, hidak vagy kapuk használatáért. Mivel tevékenységüknek senki sem vetett gátat, ezért ez a szűk, de igen vagyonos csoport hamar megerősödött.
A városi lakosság nagy részét a megerősödő iparosok és kiskereskedők adták. Ők több beleszólást követeltek a város ügyeibe, oly módon, hogy ők is küldhessenek képviselőket a városi tanácsba. Továbbá meg akarták szüntetni az egyház adómentességét.
A városok társadalmának legalsóbb rétegét a városi szegények adták. Ők elsősorban szökött jobbágyok, koldusok, elszegényedett iparosok vagy kereskedők voltak. Általában nem rendelkeztek tulajdonnal.
A parasztság - elsősorban a reformáció új tanainak köszönhetően - több jogot követelt magának, mint amennyi eddig volt nekik: szabad vallásgyakorlást, szabad plébánosválasztást, a jobbágyság intézményének megszüntetését, az erdők, rétek és vizek szabad használatát.

### Sváb Liga

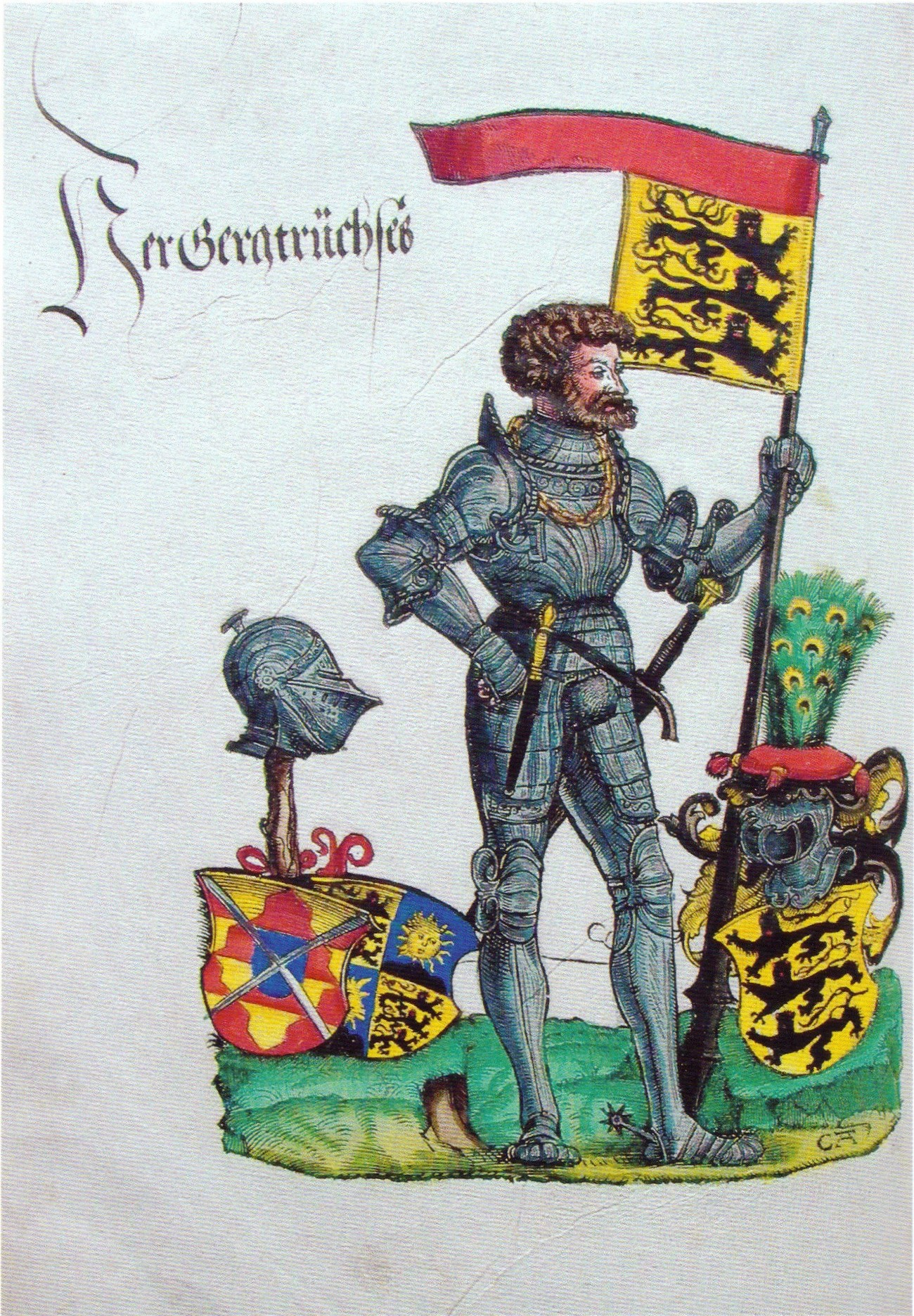
Georg von Waldburg-Zeil-Trauchburg gróf

A Sváb Liga a fejedelmek, főnemesek, egyházi vezetők és szabad városok közötti szövetség volt, amelyet 1488-ban alapítottak egy korábbi, 22 várost tömörítő szövetség felújításával. Alapító tagja volt 22 város, püspökök, lovagok és több fejedelem is. Rendszeresen tartottak találkozókat, és egy 12 000 gyalogosból és 1200 lovasból álló állandó zsoldossereget tartottak fenn. A szövetség központja a parasztháború idején Ulm városában volt. A liga csapatait a háborúban Georg von Waldburg-Zeil-Trauchburg gróf vezette.

## Fordítás
- Ez a szócikk részben vagy egészben  a   German Peasants' War című angol Wikipédia-szócikk fordításán alapul.  Az eredeti cikk szerkesztőit annak laptörténete sorolja fel. Ez a jelzés csupán a megfogalmazás eredetét és a szerzői jogokat jelzi, nem szolgál a cikkben szereplő információk forrásmegjelöléseként.
- Ez a szócikk részben vagy egészben  a   Deutscher Bauernkrieg című német Wikipédia-szócikk fordításán alapul.  Az eredeti cikk szerkesztőit annak laptörténete sorolja fel. Ez a jelzés csupán a megfogalmazás eredetét és a szerzői jogokat jelzi, nem szolgál a cikkben szereplő információk forrásmegjelöléseként.